# Granica F-F
Granica F-F (zwana także granicą fran-famen) – warstwa osadów rozgraniczająca warstwy franu od famenu (późny dewon), licząca sobie około 374 miliony lat. Stanowi ona granicę występowania wielu przedstawicieli fauny dewońskiej, będącą świadectwem wielkiego wymierania pod koniec dewonu. Było to jedno z pięciu największych masowych wymierań rozpoznanych w historii Ziemi.
Klasyczne odsłonięcia osadów późnodewońskich można obserwować na obszarze Reńskich Gór Łupkowych (Niemcy), które zawierają ciemnie, cienkie, bogate w materię organiczną laminowane łupki i margle, przeławicone płytkowodnymi wapieniami. Warstwy te zawierają charakterystyczne dla tego okresu faunę mięczaków i ryb typowa dla dewońskich basenów euksynicznych. Obecność tej fauny w utworach szelfowych odzwierciedla krótkotrwała ekspansję takich warunków na obszary płytkowodne. Również w północno-zachodniej Australii (Canning Basin) klasyczne facje wapieni rafowych (korali i stromatoporoidów) są nagle zastąpione przez bardziej głębokowodne, cienkowarstwowe wapienie zawierające amonoidy. Warstwy te wskazują na podniesienie poziomu morza, które przynajmniej częściowo odpowiedzialne było za kryzys biosfery.